# Aco Pejović
Aleksandar "Aco" Pejović (en serbe cyrillique : Ацо Пејовић ; né le 18 avril 1972 à Prijepolje) est un chanteur de turbo folk serbe.
Aco Pejović a achevé sa formation musicale à Podgorica à l'école secondaire Vasa Pavić. Depuis 1994, il vit à Belgrade.

## Discographie
- 2000 : Album 1
- 2002 : Prevara (Fraude)
- 2004 : Opušteno (En vrac)
- 2006 : Neverna (Infidèle)
- 2007 : U mojim venama (Dans mes veines)
- 2010 : Aco Pejović 2010